# Masifunde
Masifunde Bildungsförderung e.V. ist ein gemeinnütziger Verein. Er wurde 2005 als Fundraising-Organisation für die Masifunde Learner Development in Walmer Township (Südafrika) gegründet. Masifunde bietet Bildungsprogramme für Jugendliche und (junge) Erwachsene nach dem Ansatz des Globalen Lernens an. 2009 entschied der Vorstand auch in Deutschland Bildungsangebote im politischen und gesellschaftlichen Kontext anzubieten. Gemäß des Globalen Lernens gilt es als vorrangiges Bildungsziel, die Perspektive wechseln und selbst für Veränderungen in der Gesellschaft aktiv werden zu können. Masifunde Bildungsförderung e.V. unterstützt außerdem die Partnerorganisation Masifunde Learner Development in Gqeberha, Südafrika. Die Spendengelder dafür werden in Deutschland gesammelt. 

## Bildungsarbeit in Deutschland

### Learn4Life!
In wöchentlichen Arbeitsgemeinschaften werden unter dem Namen Learn4Life! Themen des Globalen Lernens behandelt, die im Schulalltag zu kurz kommen. In 90-minütigen Bildungsexkursen werden die Kinder und Jugendlichen dazu angeregt, ihr eigenes Handeln in den Kontext globaler Entwicklungen zu stellen. Außerdem besteht in Zusammenarbeit mit Masifunde Learner Development die Möglichkeit, sich mit Gleichaltrigen aus Südafrika auszutauschen. Das Programm wurde 2017, nach dem Vorbild des gleichnamigen Programms bei Masifunde Learner Development in Südafrika, nach Deutschland gebracht. Damit dreht Masifunde die klassische Entwicklungszusammenarbeit um. Mit den Bildungsangeboten sollen junge Menschen nicht nur akademisch gefördert werden, sondern es soll ihnen ermöglicht werden, zu aktiven Mitgliedern der Zivilgesellschaft, zu Changemakern ihres Umfeldes zu werden und so nachhaltige Veränderungen zu bewirken. Die Idee ist, dass Absolvierende der Programme das Erlernte in ihrem Umfeld weitertragen und sich aktiv für eine gerechtere Weltgesellschaft einsetzen.
Folgende Module werden derzeit angeboten: Flucht & Migration; Postkolonialismus und Anti-Rassismus, Ernährung, Landwirtschaft & Umwelt; Leben in der EINEN Welt; Menschenrechte; Nachhaltige Digitalisierung; Gender & Geschlechtergerechtigkeit sowie Ressourcen & Konsum.

### Bildungsexkurse
Masifunde bietet auch Workshops an, die unabhängig voneinander durchgeführt werden können. Damit kann der Verein zum Beispiel bei der Gestaltung und Durchführung von Projektwochen oder -tagen unterstützen. In zwei bis sechs Schulstunden werden den Schülern globale Kontexte nahe gebracht. Themen sind zum Beispiel: Rassismus im Alltag, Apartheid in Südafrika, Konsum, Umwelt oder Menschenrechte. Aber auch aus allen o. g. Learn4Life!-Themen werden Workshops abgeleitet und individuell auf Bedarfe angepasst angeboten.

### Multiplikator-Schulung
Das Masifunde Learn4Life!-Angebot wird von qualifizierten Multiplikatoren durchgeführt. Neben zukünftigen Durchführenden der Masifunde-Bildungsangebote, richten sich die regelmäßig stattfindenden Schulungen auch an alle anderen Menschen, die sich zu Themen des Globalen Lernens weiterbilden wollen. Die Schulungen können online oder in Präsenz durchgeführt werden. Themen sind zum Beispiel Postkolonialismus & kritische Entwicklungszusammenarbeit, Transkulturalität & Demokratie, Inklusion & Teilhabe von Minderheiten, Anti-Rassismus und Critical Whiteness sowie Konsum & Umwelt. Außerdem ist auch die Vermittlung von methodischen Skills zur Anleitung und Durchführung von Workshops und AGs Teil der Schulungen.

### Hamba Schulwärts und Hamba Online
Hamba Schulwärts ermöglicht Schülern in den direkten Austausch mit „Süd-Nord-Freiwilligen“ zu treten und so Perspektiven aus dem globalen Süden kennenzulernen. In 90-minütigen Bildungsexkursen sensibilisieren Menschen aus Südafrika die Jugendlichen für entwicklungspolitische Fragestellungen, indem sie sie an ihren Erfahrungen teilhaben lassen und den gemeinsamen Dialog suchen. Dieses Angebot richtet sich insbesondere an Schüler ab der 8. Jahrgangsstufe. Es knüpft an die Fächer Politik, Gesellschaft, Erdkunde und Englisch an. 
Hamba Online' richtet sich vor allem an junge Erwachsene und behandelt Themen wie die Black-Lives-Matter-Bewegung, Perspektiven auf Freiwilligendienste oder auch die aktuelle politische und gesellschaftliche Lage in Südafrika. Die Intention: Ein Austausch von Perspektiven aus Süd und Nord, der viele neue Blickweisen eröffnet.

### Podcast „Global Gedacht!“
Als Ergänzung aller Bildungsprogramme von Masifunde kann der Podcast Global Gedacht! dienen. Monatlich sprechen Masifunde-Moderatoren mit Experten über Themen des Globalen Lernens und globale Zusammenhänge. Die Themen orientieren sich an Globalen Fragen und den Learn4Life!-Modulen. Der Podcast richtet sich insbesondere an (junge) Erwachsene. Er ist überall verfügbar, wo es Podcasts gibt. Gäste waren bisher u. a. der Europaparlament Abgeordnete Erik Marquardt und weitere interessante Persönlichkeiten aus der Wissenschaft, der Zivilgesellschaft oder von NGOs wie z. B. SeaEye.  
Zu den Hochzeiten der Corona-Pandemie wurde außerdem eine Spezialreihe zum Thema Corona in Südafrika produziert. In den Folgen spricht eine hauptamtliche Mitarbeiterin von Masifunde Bildungsförderung e.V. mit dem Masifunde Gründer, welcher in Gqeberha, Südafrika, seinen Lebensmittelpunkt hat, über die Corona-Situation in Südafrika und wie sich die Partnerorganisation Masifunde Learner Development den neuen Umständen angepasst hat. Die Folgen richteten sich insbesondere an Förderer, Masifunde-Aktive und Spender, sowie Südafrika-Interessierte und informieren darüber, wie das Land, die Menschen und Masifunde mit der herausfordernden Situation umgehen.

### Bildungsleitbild in Deutschland
Die Bildungsarbeit in Deutschland richtet sich nach einem eigenen Bildungsleitbild, das sich am Prinzip des Globalen Lernens und an den 17 Zielen für nachhaltige Entwicklung der UN orientiert. Masifunde Bildungsförderung e.V. definiert das Verständnis des Vereins von Bildung als transformativen Prozess hin zu einer gerechteren Welt und möchte mit seiner Bildungsförderung Verantwortung für die Menschen, die Umwelt und die globale Gesellschaft übernehmen.
Im Zentrum steht dabei die Frage, wie wirtschaftliche und soziale Gerechtigkeit sowie ein friedliches Zusammenleben in einer global vernetzten Welt erreicht werden können. Aus dieser Fragestellung ergeben sich unterschiedliche Themenschwerpunkte, wie Menschenrechte, Konsum und Ressourcen, Anti-Rassismus und Stereotype als Mechanismen von Macht und Unterdrückung, Flucht(-ursachen) und Migration, Umwelt, Ernährung und Landwirtschaft, Chancen und Risiken der Digitalisierung, sowie Gendergerechtigkeit.
Die Teilnehmer der Bildungsangebote nähern sich dabei diesen Themen stets ausgehend von ihrer eigenen Lebensrealität. Methodisch wird dies durch handlungsorientierte Lernsituationen und einen möglichst direkten Austausch mit Menschen aus dem Globalen Süden unterstützt.
Mit den Bildungsprogrammen von Masifunde Bildungsförderung e.V. möchte der Verein Zusammenhänge und Wechselwirkungen zwischen Globalem Süden und Globalem Norden aufdecken und historische Dimensionen von globaler Ungleichheit thematisieren, um so ein Verständnis von Zusammenhängen zwischen kolonialer Geschichte und aktuellen Abhängigkeiten und Machtverteilungen herzustellen. Eine inklusive Gesellschaft soll gefördert werden, in der Wertschätzung von unterschiedlichen Identitäten selbstverständlich ist. Eine Sensibilisierung im Hinblick auf (Alltags-)Rassismus, Sexismus und weitere Formen von Diskriminierung ist daher ein Querschnittsthema der Bildungsarbeit von Masifunde Bildungsförderung e.V. Macht und Machtstrukturen werden kritisch reflektiert und die eigene Rolle als Konsumierende und Weltbürger zu Themen wie globale Gerechtigkeit, Umweltschutz und Klimakrise in den Blick genommen. Dabei sollen die eigenen Möglichkeiten diskutiert und Menschen zur aktiven Partizipation in der Gesellschaft ermutigt werden.

### Team Deutschland
Masifunde wurde im Januar 2005 von jungen Erwachsenen vornehmlich aus der Region Mainz gegründet. Schirmherrin des Vereins ist die frühere Bundesjustizministerin Brigitte Zypries. Inzwischen arbeitet ein Netzwerk von über 60 aktiven Schülern, Studierenden und jungen Berufstätigen für Masifunde. Die Mitarbeiter arbeiten vorrangig ehrenamtlich und sind deutschlandweit verteilt. In Berlin entwickelt sich jedoch mit einem Masifunde-Büro ein Hauptstandort. Für die Durchführung der Bildungsmodule an Schulen und für die Planung und Moderation der Podcastfolgen sind auch einige Honorarkräfte eingestellt. Seit 2019 gibt es eine hauptamtliche Mitarbeiterin, die sich vor allem um die Koordination der Bildungsangebote sowie die Beantragung von Förderungen kümmert, sowie seit 2021 eine studentische Hilfskraft. Seit Sommer 2022 ist eine weitere hauptamtliche Mitarbeiterin dazugekommen, außerdem unterstützt jeweils für ein Jahr ein oder eine Süd-Nord-Freiwillige aus Südafrika das Team.
Der Verein organisiert sich in verschiedene Bereichen: Finanzen, Freiwilligenmanagement, Public Relations & Friendraising, Bildung und Vorstand. Jeder Bereich wird ehrenamtlich von Person geleitet, die eine oder mehrere selbstständig arbeitende Kleingruppen koordiniert. In regelmäßig stattfindenden Teamtreffen tauschen sich alle Freiwilligen aus, berichten von ihrer Arbeit in den Kleingruppen und stimmen Pläne und Aktivitäten der Folgewochen ab. Alle zwei Monate tagen die Bereichsleitungen zusammen mit dem Vorstand als Koordinationssteam. Hier und in den separaten Vorstandsmeetings in Zusammenarbeit mit dem südafrikanischen Vorstand werden die strategischen Entscheidungen getroffen.

## Bildungsarbeit in Südafrika
Masifunde Learner Development NPC bietet ganzheitliche, vielschichtige Bildungsprogramme für Kinder, Jugendliche und junge Erwachsene aus Walmer Township, Gqeberha, mit dem Ziel einer geeinten Gesellschaft, in der jeder Mensch durch hochwertige Bildung befähigt ist, sich proaktiv und selbstbewusst an gesellschaftlichen Themen zu beteiligen und dadurch positiven Wandel anzustoßen.

### Vorschularbeit
Seit 2018 betreibt Masifunde die erste Montessori-Einrichtung Walmer Townships. Die „Lavel’ilanga Pre-School“ beherbergt insgesamt 30 Kinder, die hier auf einen möglichst erfolgreichen Regelschulbesuch vorbereitet werden. Angeleitet wird der Unterricht von lokalen, ehemals erwerbslosen Frauen, die zu qualifizierten Montessori-Erzieherinnen ausgebildet wurden.

### Außerschulische Bildung
Kinder und Jugendliche zwischen 10 und 19 Jahren bilden eine weitere Kernzielgruppe Masifundes. In wöchentlichen „Learn4Life!“-Stunden werden die Teilnehmenden über zehn Jahre hinweg zu sogenannten „Changemakern“ ausgebildet, also mündige Bürgern, die sich aktiv in die Zivilgesellschaft einbringen. In Kleingruppen erlernen sie dabei nicht nur relevante, lebenspraktische Inhalte, sondern auch Fähigkeiten und Fertigkeiten, diese entsprechend aufzuarbeiten und mit ihrem direkten und indirekten Umfeld zu teilen. Untermauert werden die Wochenstunden mit relevanten, lehrreichen Exkursionen außerhalb ihres gewohnten Umfelds.
Des Weiteren bietet Masifunde im Rahmen der „Academy of Creativity“ Unterrichtsstunden in den Bereichen Bildende Kunst, Chor, Instrumente & Musiktheorie und Theater an. Hier bringen die Teilnehmenden ihre Botschaften kreativ zum Ausdruck und lernen dabei, Ängste und Traumata in einem sicheren Umfeld produktiv zum Ausdruck zu bringen.
Alle Kinder und Jugendliche und deren Familien erhalten zusätzlich Unterstützung von ausgebildeten Sozialarbeitenden, sowie durch Zugang zu (online-)Nachhilfe an den Nachmittagen.

### Erwerbslose Jugendliche
Die Angebote des „Out-of-School Youth Centers“ richten sich an junge Erwachsene zwischen 16 und 32 Jahren, die sich weder in einer Ausbildung befinden, noch studieren oder einer regelmäßigen Tätigkeit nachgehen. Die Interventionen sind hier sehr individuell und auf die jeweiligen Bedürfnisse zugeschnitten; Bewerbungs- und Berufsvorbereitende Trainings, Workshops und Mentoring in die Selbstständigkeit, Unterstützung beim Nachholen des Schulabschlusses und anschließender Bewerbung für weiterführende akademische Bildung, und interne Berufsausbildungen gehören zu den Angeboten.

### Strukturelle Unterstützung
Um das Bildungsniveau für alle Kinder im Township anzuheben, unterstützt Masifunde die ortsansässigen Bildungseinrichtungen auch strukturell. So betreibt die Organisation jeweils eine Schulbibliothek an der Grund- und High School. Außerdem werden die Mitarbeiter von zumeist informellen Einrichtungen pädagogisch geschult.

### Das „Masifunde Changemaker Netzwerk“
Seit 2021 wird die Ausbildung zu sogenannten Changemakern stadtweit an über 45 Schulen durchgeführt. Dabei werden besonders geeignete Jugendliche ausgewählt und ausgebildet, ihr Umfeld zu besonders relevanten Themen zu informieren und zu aktivieren.
Seit 2022 wird dies landesweit in fünf Provinzen durchgeführt. Zudem wird das Learn4Life!-Changemaker Programm derzeit durch Partner-Organisationen in Kapstadt und Ostjerusalem repliziert.

### Team in Südafrika
Masifunde Südafrika liegt in den Händen eines jungen, multi-kulturellen und gut ausgebildeten Teams. Unterstützt wird die Arbeit vor Ort von lokalen Auszubildenden und deutschen Freiwilligen.

## Zusammenarbeit zwischen den Vereinen
Obwohl beide Organisationen selbstständig handeln, ist der Austausch nach wie vor sehr ausgeprägt – sowohl regelmäßig digital als auch vor Ort. Besonders eng ist die Zusammenarbeit auf Vorstandsebene  - beide Vorstände tauschen sich aus und entwickeln die Projekte und Bildungsansätze zusammen weiter. Durch das weltwärts-Programm sind regelmäßig deutsche Freiwillige für ihren einjährigen Freiwilligendienst vor Ort und arbeiten im südafrikanischen und deutschen Team mit. Durch einen Süd-Nord-Austausch bekommen auch südafrikanische Freiwillige die Möglichkeit in Deutschland neue Erfahrungen zu sammeln. Eine Stelle wird seit 2022 auch von Masifunde in Deutschland bereitgestellt.
Immer wieder gibt es auch Projekte, in denen Teile des Teams in Südafrika und Deutschland zusammenarbeiten.
Im Projekt „Connecting Continents“ zum Beispiel, welches von 2010 bis 2019 erfolgreich lief, bearbeiteten Kinder und Jugendliche beider Länder jährlich ein gemeinsames Thema und standen dabei über das Jahr hinweg in stetigem Kontakt. Zum Ende eines jeden Projektjahres stand eine gemeinsame Abschlussarbeit, welche die Ergebnisse kindgerecht zusammenfasste und präsentierte.
Von September bis Dezember 2019 waren zwei Mitarbeiter des deutschen Teams für einen Fachkräfteaustausch in Gqeberha.
An dem Jahresprojekt „Masifunde – Global Learning Exchange“ nahmen 2021 und 2022 insgesamt 5 Teilnehmende von Masifunde Learner Development aus Südafrika und 5 Teilnehmende von Masifunde Bildungsförderung e.V. teil, zusammen mit jeweils einer Gruppenleitung an zwei Begegnungsreisen zu je 15 Tagen in Südafrika und Deutschland. Das Ziel dabei war, gemeinsam verschiedene Verständnisse und Ansätze zum Konzept des Globalen Lernens kennen lernen, diese zu reflektieren und darauf basierend ein gemeinsames Verständnis des Bildungskonzeptes zu entwickeln. Darauf aufbauend wird an einer größeren Projektidee internationaler Zusammenarbeit gearbeitet.

## Ehrungen und Auszeichnungen
- 2008 Marion Dönhoff Preis
- 2008  „Ausgewählter Ort im Land der Ideen“ im Rahmen der Veranstaltungsreihe „365 Orte im Land der Ideen“[1]
- 2006 Von Startsocial als eine der 25 besten gemeinnützigen Einrichtungen Deutschlands ausgewählt.[2]